# Особенная канцелярия
Особенная канцелярия — орган военной разведки в Российской империи при главном штабе русской императорской армии. Создана 27 января (8 февраля) 1812 по указу императора Александра I и вошла в состав военного министерства. Толчком к созданию этой структуры послужил разрыв дипломатических отношений с Россией со стороны императора Франции Наполеона Бонапарта и его враждебные настроения.

## Предыстория
До создания Особой канцелярии разведка существовала при царе Иване Грозном. В 1549 году был учреждён Посольский приказ. В его функции входило не только присутствие послов за границами России, но и сбор географических, экономических и военных сведений о государствах.  В 1571 году по указу Ивана Грозного был подготовлен и утверждён «Боярский приговор о станичной и сторожевой службе». Этот документ обязывал собирать сведения о государствах и их армиях.